# Bataille de Rorke's Drift
« Rorke's Drift » redirige ici. Pour le jeu vidéo, voir Rorke's Drift (jeu vidéo).
Guerre anglo-zouloue
Batailles
- Inyezane
- Isandhlwana
- Rorke's Drift
- Eshowe
- Ntombe
- Hlobane
- Kambula
- Gingindlovu
- Ulundi

La bataille de Rorke's Drift est livrée les 22 et 23 janvier 1879, pendant la guerre anglo-zouloue de 1879.
Elle suit la bataille d'Isandhlwana où l’armée britannique est vaincue par les Zoulous. Quelques heures plus tard, près de 139 soldats britanniques (dont 35 malades ou blessés) retranchés dans la ferme de Rorke's Drift sont attaqués par près de 4 000 guerriers zoulous. Ils repoussent tous les assauts à la suite d'une lutte acharnée qui dure près de douze heures.
La bataille de Rorke’s Drift voit la défaite des Zoulous face aux Britanniques, causant près de 351 morts pour les premiers contre 17 pour les seconds. Elle permet au Royaume-Uni de sauver la face après Isandhlwana et de reprendre la campagne pour ensuite dominer le royaume zoulou et tout le sud de l’Afrique.

## Contexte

### Les guerres anglo-zouloues
Au XIXe siècle, trois entités politiques dominent le sud du continent africain : les colonies anglaises développées depuis le début du siècle dans le cadre de l'expansion coloniale britannique, les républiques boers poussées vers l'Est par cet expansionnisme britannique et le royaume zoulou, État africain le plus puissant, lui aussi en fort développement après avoir vaincu la plupart de ses voisins.
Après plusieurs décennies de rapports tendus mais stationnaire, plusieurs Britanniques influents avancent l'idée d'envahir le royaume zoulou et d'annexer les républiques boers afin d'accroître l'empire britannique. À la fin des années 1870, le roi zoulou Cetshwayo est ainsi régulièrement présenté comme un tyran sanguinaire et expansionniste posant un danger pour la colonie britannique voisine du Natal.

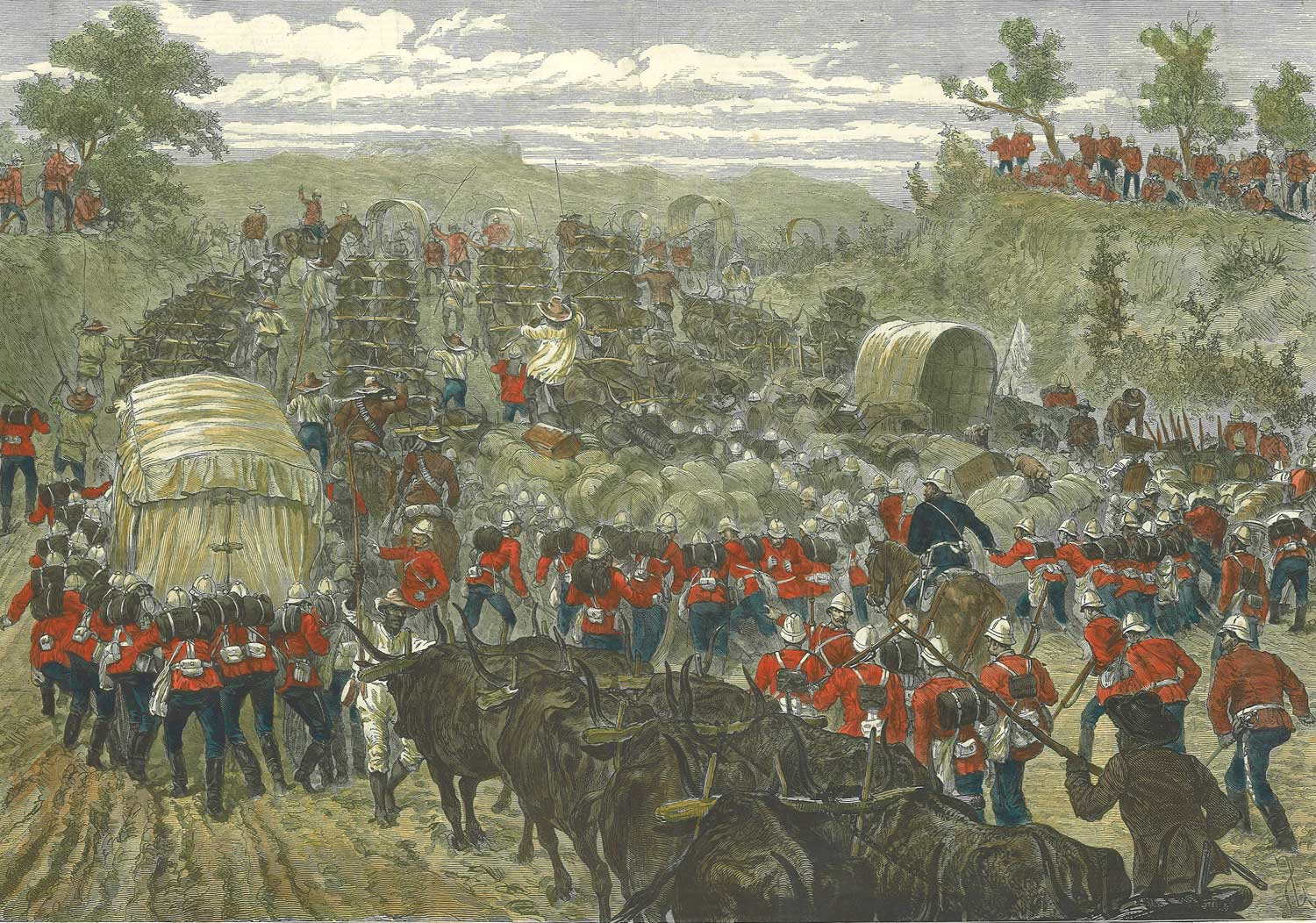
L'armée britannique en déplacement pendant la guerre anglo-zouloue. Gravure parue en 1879 dans lIllustrated London News.

Durant l'hiver 1878, deux Zouloues fuyant leurs époux violents se réfugient au Natal, où elles sont poursuivies, capturées puis assassinées. Pour le haut-commissaire britannique en Afrique du Sud, Bartle Frere, il s'agit d'un assassinat de personnes sous protection britannique et il considère cela comme un casus belli. Les Britanniques exigent le démantèlement et le désarmement de l’armée, la rectification des frontières et l’installation d’une autorité au Zoulouland. Les Zoulous refusent des exigences qui s'apparentent à une mise sous tutelle.
L’armée zouloue, reformée par Cetshwayo, est puissante et disclipinée. Au cœur de l'État, elle comporte notamment des troupes d'élite, les impis, des fantassins munis de bouclier et de sagaies. Elle possède également de nombreuses armes à feu.

### La bataille d'Isandhlwana

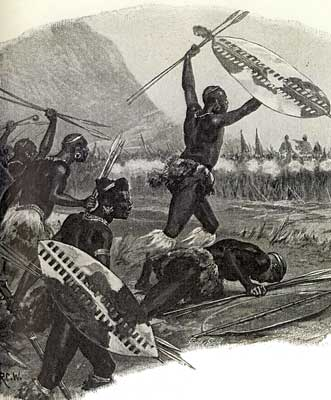
Guerriers zoulous à la bataille d'Isandlwana.

Une fois l'ultimatum passé, les Zoulous préparent la défense de leur territoire. De leur côté, les Britanniques prévoient une guerre d'invasion rapide. Le 20 janvier, 1 700 soldats s'installent à Isandhlwana, un site à proximité de la frontière du Natal, afin de préparer une offensive sur les troupes zouloues. Ils ne fortifient pas vraiment ce camp. Le 22 janvier, plus de 20 000 soldats zoulous fondent sur le camp britannique ; après quelques heures de luttes, l'armée britannique est décimée, même si plus de Zoulous sont tués.
Les Britanniques survivants s'enfuient. Les troupes zouloues se dirigent ensuite vers Rorke's Drift, une ancienne mission où les Britanniques avaient laissé une compagnie pour protéger un dépôt de munitions.

## La bataille

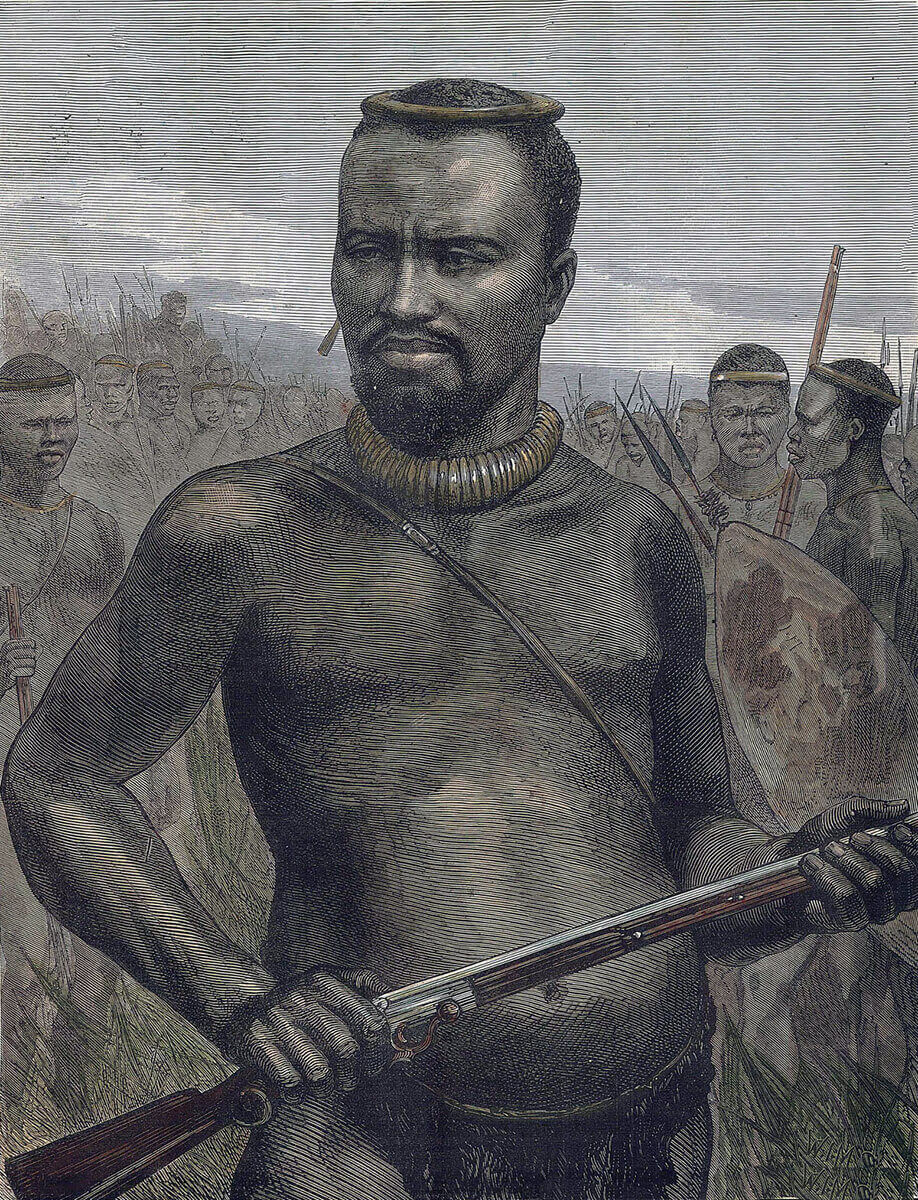
Dabulamanzi kaMpande.
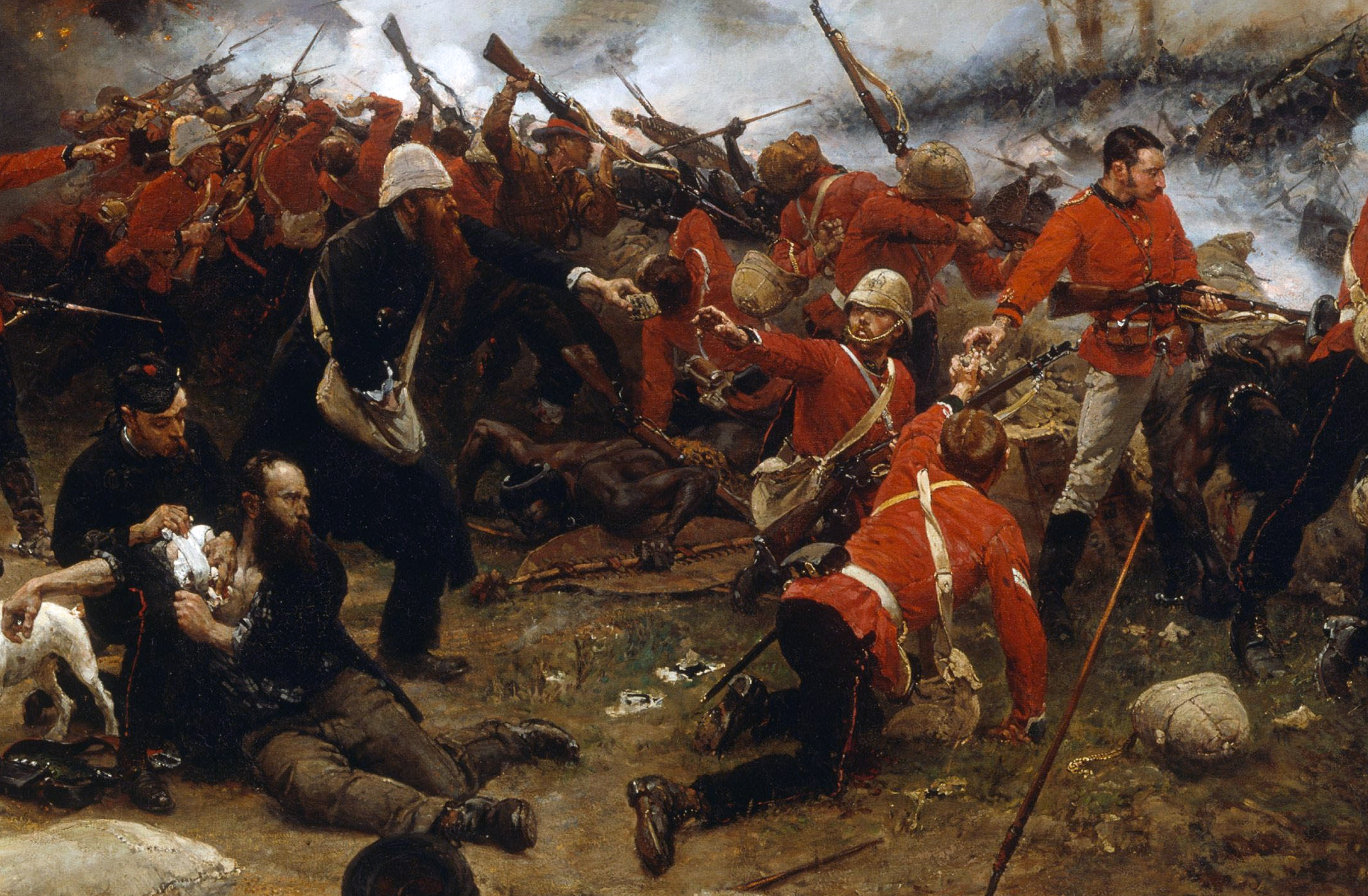
Défense de Rorke's Drift (détail).
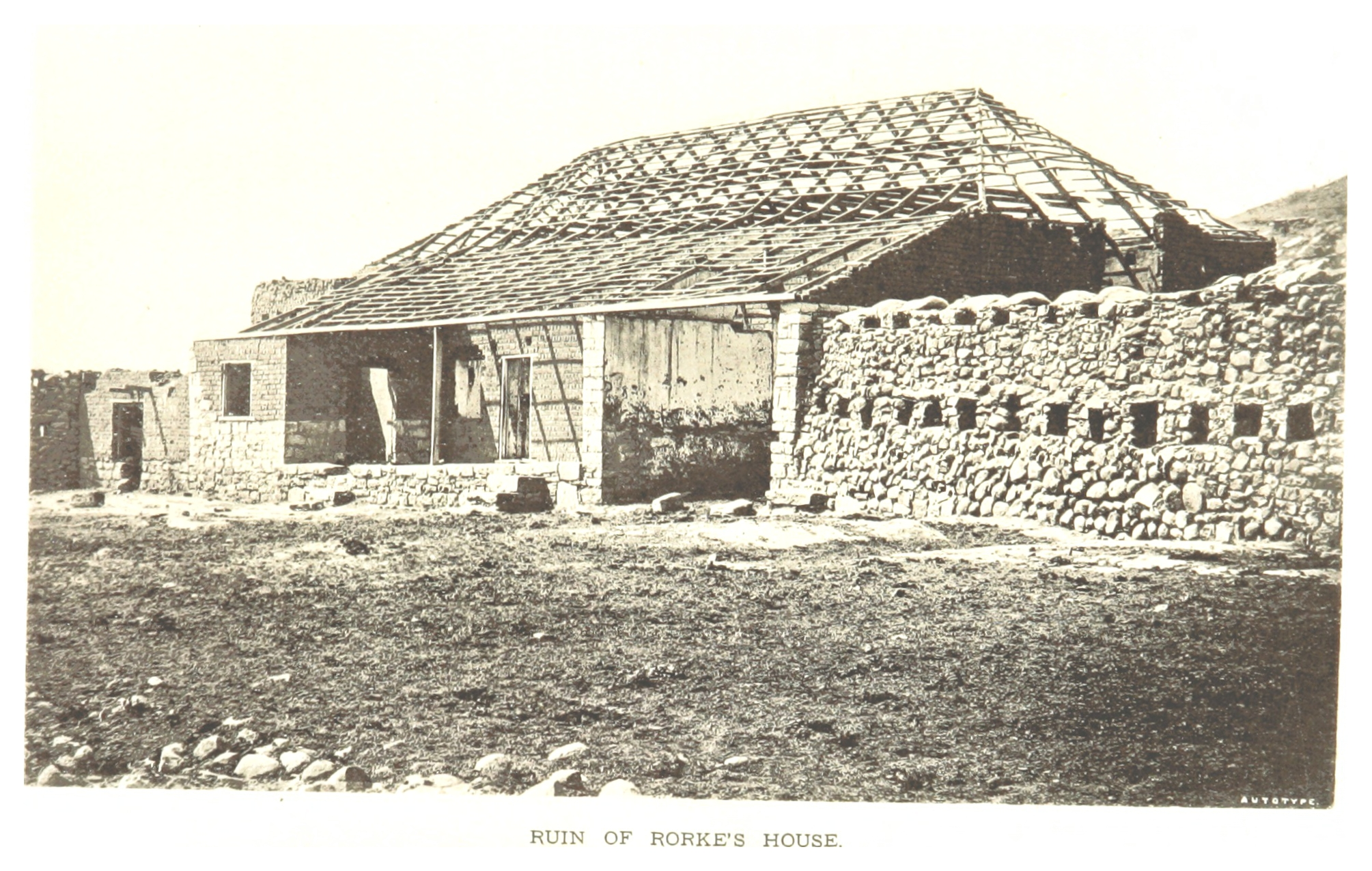
Le bâtiment peu après l'attaque.
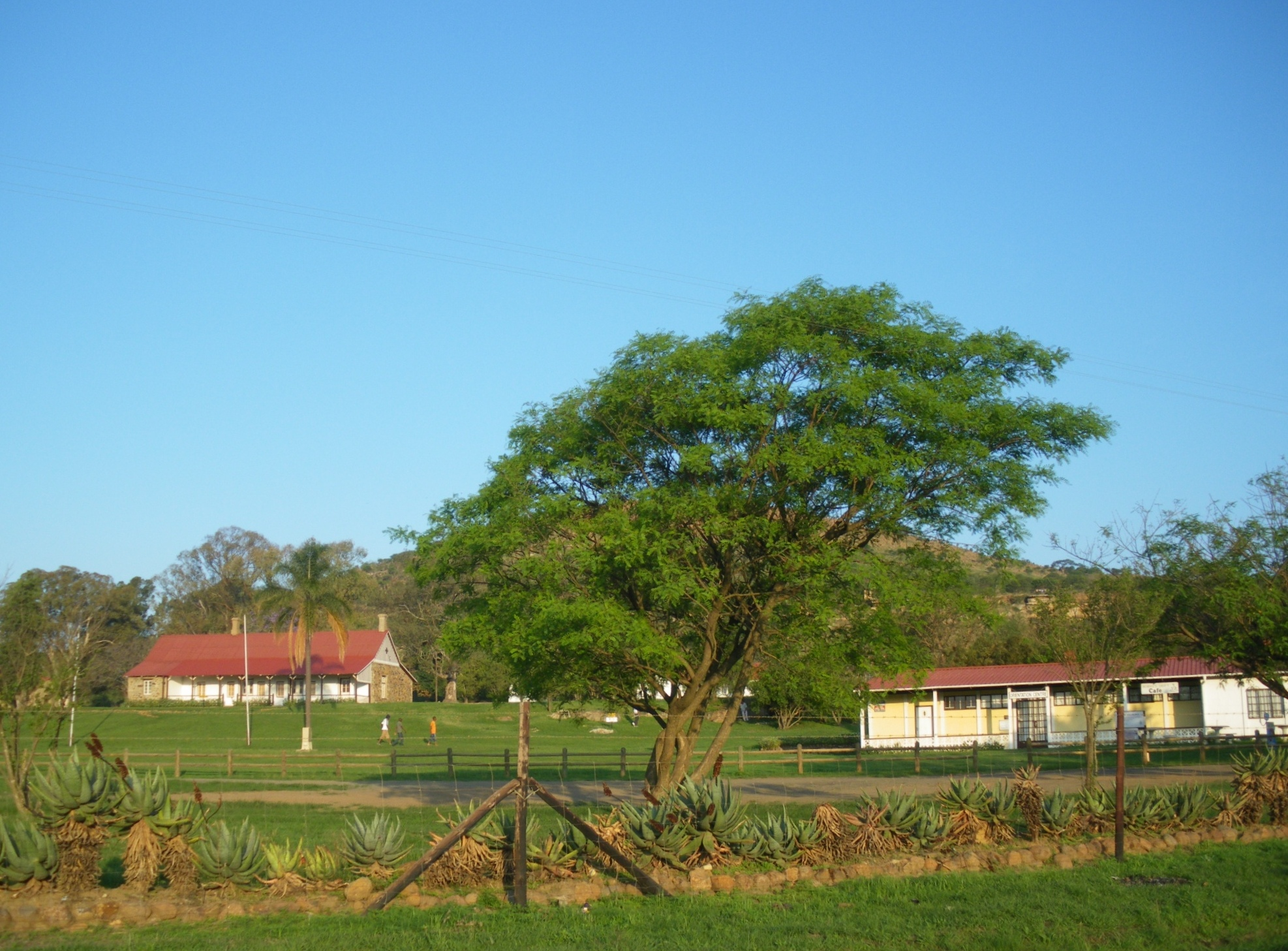
Le site de nos jours. À gauche le bâtiment historique, à droite le centre de documentation.

### Le site
Il se trouve sur la rive sud de la rivière Buffalo (uMzinyathi en zoulou), qui constitue la frontière entre la colonie du Natal et le Zoulouland. C'est le plus important affluent de la rivière Tugela, dont le confluent se trouve à une vingtaine de kilomètres au sud-est.
L'endroit est un lieu connu avant la bataille. C'est par là que l'armée britannique pénètre dans le Royaume zoulou le 11 janvier, à l'ouverture de la guerre pour rejoindre Isandhlwana.
Cette région, caractérisée par ses ravins et ses gorges, pose plus de problèmes aux colonnes militaires anglaises qu'aux Zoulous qui s'y déplacent plus rapidement et plus efficacement.

### Préparatifs
Vers la fin de la bataille d’Isandhlwana, plusieurs régiments zoulous dirigés par le frère de Cetshawayo, le prince Dabulamanzi kaMpande, rejoignent la rivière Buffalo pour empêcher l'arrivée de renforts. Le prince décide par la suite de capturer la base anglaise de Rorke’s Drift. Ses troupes, toutes unités confondues, comptent environ 4 500 soldats. Les zoulous, conformément aux ordres de leur roi Cetshwayo kaMpande, ne cherchaient pas la guerre et souhaitait opter pour une tactique défensive en laissant pénétrer les britanniques au Zoulouland. Ainsi la bataille de Rorke's Drift est la seule bataille à s'être déroulée en territoire colonial britannique. La bataille n'a pas eu pour but d'envahir le Natal britannique, ni l'Afrique australe sous contrôle britannique.
La garnison de Rorke’s Drift est principalement composée de deux unités :
- la compagnie B du 2d Bataillon, 24e régiment, comprenant 112 soldats réguliers, sous les ordres du lieutenant Gonville Bromhead ;
- le 2d bataillon du 3e contingent d'Infanterie du Natal, comprenant plusieurs centaines d'hommes.

Sont également présents le lieutenant John Chard, des Ingénieurs Royaux, avec son détachement d’ingénieurs ainsi qu’une trentaine de soldats blessés.
Des fortifications sont dressées à partir de tentes et de boîtes à biscuit afin de sécuriser davantage le site. Tandis que l'entrepôt et l’église sont reliés par des murs de fortune, les murs de l'hôpital sont ouverts afin de constituer des meurtrières. Un fossé est également creusé.
Vers 16 h 20, des coups de feu sont entendus depuis les collines. Des éclaireurs anglais annoncent la venue des forces zouloues et partent, suivis du contingent d’infanterie du Natal. Face au départ d’une partie importante de leurs forces, les Britanniques revoient leurs fortifications à la baisse avec une réduction de la taille du périmètre.

### Première attaque

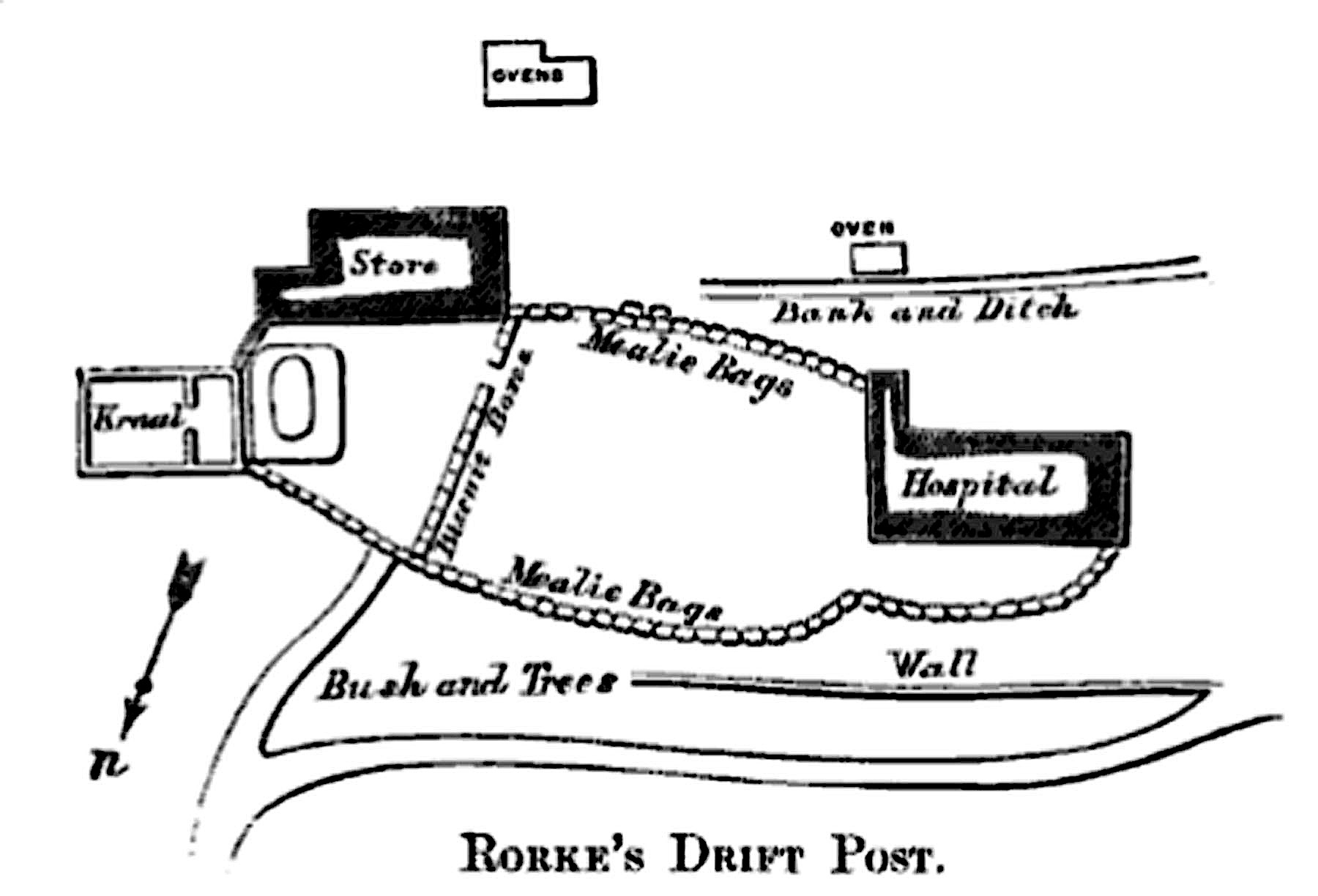
Plan de la bataille de Rorke's Drift.

À 16 h 30, une troupe de 600 Zoulous lance une attaque par le sud. Cependant, la ligne de feu anglaise les oblige à contourner les fortifications et à attaquer la barricade nord. Interceptées par les tireurs britanniques, les forces zouloues se replient dans les environs.
La majorité des forces zouloues arrivent par la suite par l’ouest et le nord-ouest. Ils ouvrent le feu sur les troupes britanniques, mais avec un manque d'entraînement ; contrairement à leurs homologues européens, les Zoulous disposent de fusils plus anciens et sont mal formés à leur utilisation. Toutefois, la plupart des 17 victimes anglaises meurent de blessures dues à des tirs plutôt qu’à des lances.
La principale zone d’affrontement est le mur nord. Les Zoulous utilisent leurs lances courtes pour attaquer les défenseurs sur les barricades. Bien que les lignes de tirs anglaises soient dévastatrices, leur efficacité au corps à corps est moindre. Les Zoulous agrippent les fusils pour les arracher des mains des Britanniques, voire les entraîner de l’autre côté de la muraille. Sur les 17 morts anglaises de l’offensive, 5 d’entre elles se situent sur le mur nord.

### La bataille de l'hôpital
À 18 h, le lieutenant John Chard abandonne le mur nord pour rejoindre un mur plus défendable, placé au milieu de la cour. Ce faisant, il abandonne deux pièces de l'hôpital donnant sur l’extérieur. Le bâtiment est toujours défendu par des soldats blessés et les hospitalisés qui n’ont pas été déplacés au préalable. Les meurtrières leur permettent de tenir les Zoulous à distance tant que ceux-ci ne sont pas nombreux.

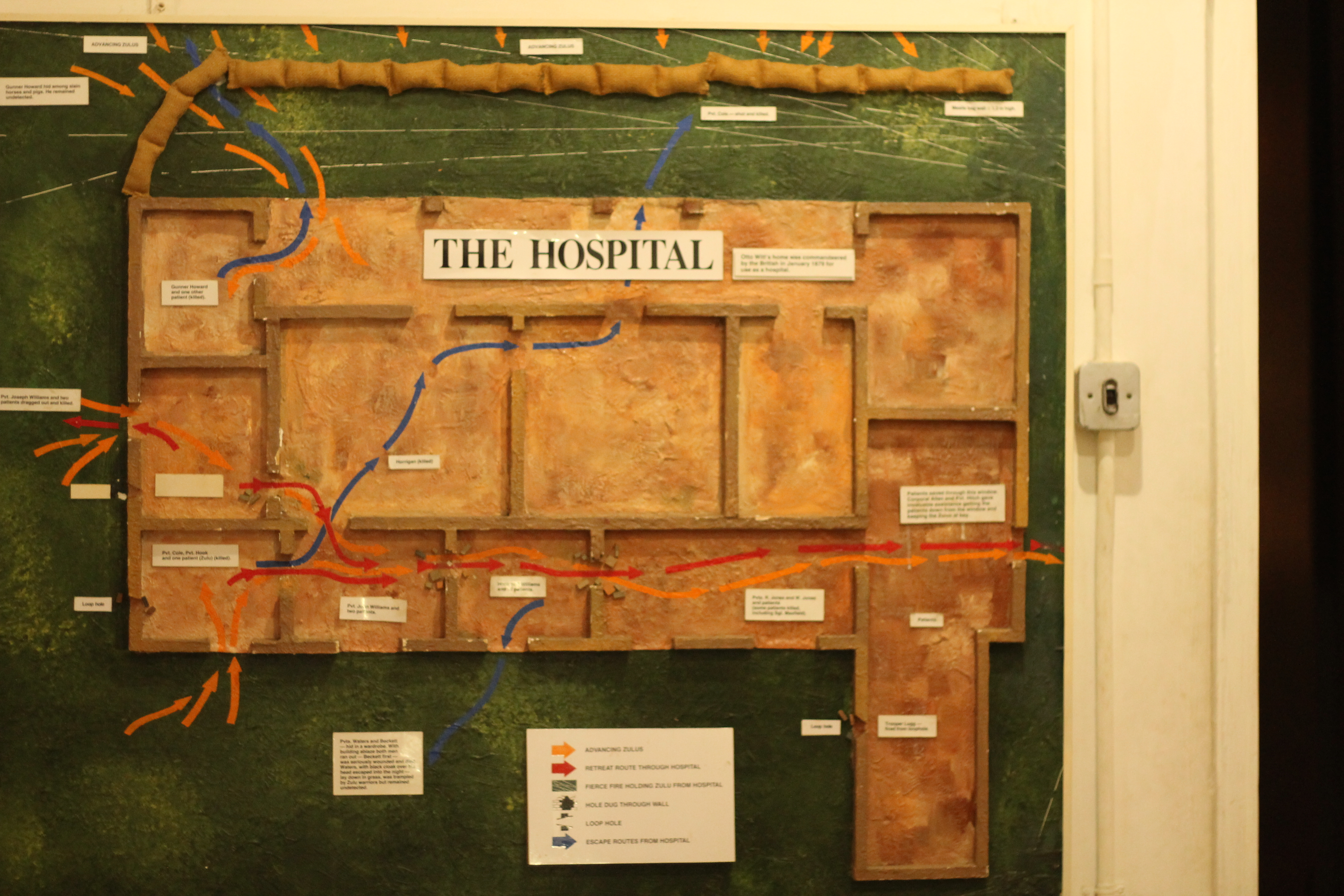
Maquette de l'hopital et de l'évacuation du batiment.

Très vite, les Zoulous retournent les meurtrières contre les défenseurs : ils arrachent les fusils par les canons et, si une meurtrière est libre, s’en servent pour tirer dans la pièce. Le départ des troupes de John Chard ainsi qu’un début d’incendie rendent le bâtiment intenable. Le lieutenant John Williams détruit alors au piolet les murs entre chaque pièce pour permettre l’évacuation des soldats et des blessés. Finalement, 9 des 11 blessés ainsi que l’intégralité des soldats valides encore vivants atteignent la barricade de la cour.

### Dernier carré de l'entrepôt
Les combats se concentrent alors sur le mur de la cour, pendant que les soldats assemblent un dernier carré au niveau de l'entrepôt. Ce sont les derniers affrontements au corps-à-corps de l’engagement. Environ 351 corps zoulous sont décomptés sur la barricade.
À minuit, les troupes se replient sur l'entrepôt. Malgré le manque de munitions, les tirs anglais restent dévastateurs : l’incendie de l'hôpital éclaire la zone et empêche toute approche discrète de la part des Zoulous. Peu à peu, les assauts baissent en intensité pour se réduire à des escarmouches à distance. À quatre heures du matin, les assaillants se replient vers les montagnes.
À sept heures du matin, une force zouloue apparaît à nouveau, mais sans attaquer ; une colonne de troupes anglaises, avec Lord Chelmsford à sa tête, se dirige vers Rorke’s Drift.
La bataille de Rorke’s Drift, où près de 20 000 cartouches furent tirées par les défenseurs, est une victoire anglaise, ses 139 soldats ne comptabilisant que 17 morts et 10 blessés contre approximativement 500 morts dans le camp zoulou et quelque 1100 blessés, soit plus de pertes qu'à la bataille d'Isandlwana.

## Conséquences
La défaite d’Idsandlwana n'est connue au Royaume-Uni que 20 jours après la bataille, car il n’existe pas de liaison télégraphique entre Le Cap et Londres. La défaite de troupes coloniales contre des troupes africaines est un sévère revers pour le premier ministre tory Benjamin Disraeli, qui rejette la faute sur Henry Bartle Frere, gouverneur de la colonie du Cap.
La métropole est contrainte d’envoyer des troupes en Afrique du Sud alors qu’elle pouvait en avoir besoin en Asie et que les Britanniques négociaient avec les Russes sur le sort de l'Afghanistan. De plus, l'envoi de troupes est onéreux, ce qui est mal perçu par l’opinion publique car le Royaume-Uni traverse une période économique instable après la Grande Dépression de 1873-1879. L’opposition blâme Disraeli et sa politique coloniale violente. Les conservateurs, à la suite de la défaite, perdent 100 sièges aux élections de 1880.
Dans le contexte des guerres anglo-zouloues, la résistance de Rorke's Drift remobilise les troupes britanniques, qui remportent ensuite leurs autres combats jusqu'à la victoire finale et l'annexion des terres zouloues.
Onze Croix de Victoria ont été décernées pour acte de bravoure, c'est le plus grand nombre obtenu pour une seule action.

## Dans la culture populaire
- Le film Zoulou (Cy Endfield, 1964), avec Stanley Baker et Michael Caine, retrace cet événement.
- La guerre anglo-zouloue est le sujet de la série de bande dessinée Zoulouland.
- Sur l'album The Last Stand du groupe suédois Sabaton, le 6e morceau, Rorke's Drift, décrit les événements de la bataille.

#### Monographies
- François-Xavier Fauvelle, Histoire de l’Afrique du Sud, Paris, Le Seuil, coll. « L’Univers historique », 2018.
- (en) Maricki Moeller, Battlefield Tourism in South Africa with Special Reference to Isandlwana and Rorke’s Drift KwaZulu-Natal (Mémoire de master en Tourisme), Université de Pretoria, octobre 2005 (lire en ligne).
- Ian Knight, The Zulu War, 1879, Osprey Publishing, 2003 .

#### Webographie
- « Le 22 janvier 1789 : Les batailles d’Isandlwana et de Rorke’s Drift », sur aufildesmotsetdelhistoire.unblog.fr, 9 février 2014 .
- (en) « Battle of Rorke’s Drift », sur britishbattles.com .

#### Articles et chapitres
- Pape Drame, « La Bataille anglo-zoulou d’Isandlwana, 1879 : Une réponse indigène à un défi militaire colonial », Stratégique, no 88,‎ 2007, p. 207-230 (lire en ligne) .
- (en) Brian Wallace, « Defending the Empire : Why is the Shege of Rorke’s Drift Such a Popular and Controversial Imperial Episode », History Today, vol. 68, no 6,‎ 2018 (lire en ligne).
- (en) Mike Murray, « Do We Need another Hero ? : Year 8 get to grips with the heroic myth of the Defence of Rorke's Drift in 1879 », Teaching History, no 151,‎ juin 2013.
- (en) Damian O'Connor, « Imperial Strategy and the Anglo-Zulu War of 1879 », Historian, no 68,‎ 2006 (DOI 10.1111/j.1540-6563.2006.00144.x).